# ألفا جو فيشر
ألفا جو فيشر (بالإنجليزية: Alva Jo Fischer)‏ هي لاعب كرة قاعدة أمريكية، ولدت في 26 أغسطس 1926 في سان أنطونيو في الولايات المتحدة، وتوفي بنفس المكان في 13 أغسطس 1973 بسبب ابيضاض الدم.